# Glanica
Glanica (serbiska: Гланица, albanska: Gllanicë) är en kommunhuvudort i Kosovo. Den ligger i den östra delen av landet, 16 km sydväst om huvudstaden Priština. Glanica ligger 547 meter över havet och antalet invånare är 243.
Terrängen runt Glanica är platt österut, men västerut är den kuperad. Runt Glanica är det ganska tätbefolkat, med 222 invånare per kvadratkilometer. Närmaste större samhälle är Priština, 16,1 km nordost om Glanica. Trakten runt Glanica består till största delen av jordbruksmark.